# Котляревський Ярослав Вікторович
Яросла́в Ві́кторович Котляре́вський (1 травня 1981) — український науковець, економіст, доктор економічних наук, директор інституту післядипломної освіти Академії фінансового управління Міністерства фінансів України.

## Біографія
Народився в м. Києві в сім'ї службовця. Після завершення середньої школи 1998 р. вступив у Видавничо поліграфічний інститут НТУУ "КПІ", який закінчив 2003 р. Навчання суміщав з роботою: у 1999–2002 рр. — менеджер комерційних програм Торгового дому «Укргазбуд». Після закінчення інституту залишений там на роботі, де працює на кафедрі організації видавничої справи, поліграфії і книгорозповсюдження: асистентом (2003–2006), старшим викладачем (2007–2008), доцентом (з 2008 р.).
2003–2007 рр. навчався в аспірантурі при Європейському університеті в м. Києві (заочна форма навчання). Навчання в аспірантурі та викладацьку роботу поєднував з практичною діяльністю: у 2006–2007 рр. — начальник видавничого відділу ВАТ «УкрНДІ спеціальних видів друку».
2007 р. в Європейському університеті захистив дисертаційну роботу «Формування стратегій управління продуктово-організаційними структурами видавничо-поліграфічних підприємств» на здобуття наукового ступеня кандидата економічних наук.
2007–2008 рр. — начальник наукового відділу Українського державного університету економіки і фінансів, завідувач науково-організаційного відділу НДЧ Державної навчально-наукової установи «Академія фінансового управління». У 2008 р. працював виконавчим директором Асоціації незалежних регіональних видавців України. У 2009–2010 рр. за сумісництвом працював старшим науковим співробітником НДЧ Української академії друкарства.
2010 р. Атестаційна колегія Міністерства освіти і науки України присвоїла Я. В. Котляревському вчене звання доцента кафедри організації видавничої справи, поліграфії та книгорозповсюдження.
2010–2011 рр. професор кафедри економіки підприємства, міжнародної економіки та маркетингу Української академії бізнесу та підприємництва.
З 2011 р. — директор інституту післядипломної освіти Академії фінансового управління Міністерства фінансів України,.
2014 р. захистив докторську дисертацію на тему "Державне регулювання інноваційного розвитку видавничо-поліграфічної діяльності в процесі формування економіки знань"  у ВНЗ "Національна академія управління". Науковий консультант - доктор економічних наук, професор Єрохін Сергій Аркадійович.
Відповідальний секретар наукової фінансової-економічної ради при Міністерстві фінансів України та редколегії науково-теоретичного та інформаційно-практичного журналу «Фінанси україни», член редколегій фахових видань «Поліграфія і видавнича справа» та «Наукові записки (Українська академія друкарства)».

## Публікації
Автор та співавтор більше ста наукових та навчально-методичних праць, серед яких
- Фінансовий менеджмент (у співавторстві, 2008, ISBN 978-966-322-120-5);
- Статистика підприємств видавничо-поліграфічної галузі (у співавторстві, 2010, ISBN 978-966-322-193-9).
- Статистика діяльності книготоргівельних підприємств (у співавторстві, 2008, ISBN 978-966-322-113-7);
- Маркетинг (у співавторстві, 2009, ISBN 978-966-322-176-2);
- Нормування, організація та оплата праці в поліграфії (у співавторстві, 2010, ISBN 978-966-622-387-9).
- Передерієнко Н. І. https://web.archive.org/web/20180112044053/http://ela.kpi.ua/handle/123456789/6166 Антикризова діагностика на мікроекономічному рівні / Н. І. Передерієнко, Я. В. Котляревський // Технологія і техніка друкарства : збірник наукових праць. – 2009. – Вип. 4(26). – С. 160–168.
- Котляревський Я. В. https://web.archive.org/web/20180112042419/http://ela.kpi.ua/handle/123456789/5390 Вплив науково-технічного прогресу на організацію поліграфічного виробництва / Я. В. Котляревський, І. Сорока // Технологія і техніка друкарства : збірник наукових праць. – 2011. – Вип. 1(31). – С. 161–166.
- Котляревський Я. В. https://web.archive.org/web/20180112043950/http://ela.kpi.ua/handle/123456789/6204 Деякі аспекти оцінки конкурентоспроможності видавничо-поліграфічних підприємств / Я. В. Котляревський, О. Мельников // Технологія і техніка друкарства : збірник наукових праць. – 2009. – Вип. 3(25). – С. 124–131.
- Котляревський Я. В. https://web.archive.org/web/20180112044058/http://ela.kpi.ua/handle/123456789/5929 Інноваційна діяльність у видавничо-поліграфічній галузі України / Я. В. Котляревський, О. В. Мельников, Н. І. Передерієнко // Технологія і техніка друкарства : збірник наукових праць.  2009. – Вип. 1-2(23-24). – С. 72–79.
- Антикризове корпоративне управління: Теоретичні та прикладні аспекти [3-е вид.] / С. С. Гасанов, А. М. Штангрет, Я. В. Котляревський, О. В. Мельников. — Київ : Академія фінансового управління, 2012.
- Закон України Про запобігання та протидію легалізації (відмиванню) доходів, одержаних злочинним шляхом, фінансуванню тероризму та фінансуванню розповсюдження зброї масового знищення / А. Г. Чубенко, М. В. Лошицький, С. С. Бичкова, Я. В. Котляревський. – К. : Ваіте, 2015.
- Фінансова санація : Теоретичні та прикладні аспекти. [4-е вид.] / С. С. Гасанов, А. М. Штангрет, Я. В. Котляревський, та ін.. – Київ : Академія фінансового управління, 2012,
- Екологізація суспільства : Соціальна роль та моделювання = Ecologization of society : Social role and modelling = Экологизация общества : Социальная роль / Е. П. Семенюк, Т. В. Олянишен, В. М. Сеньківський, О. В. Мельников. – Львів : Українська академія друкарства, 2012.
- Економічна безпека підприємства в умовах антикризового управління : Концептуальне визначення та механізм забезпечення / А. М. Штангрет, Я. В. Котляревський, М. М. Караїм. – Львів : Українська академія друкарства, 2012.
- Фінансовий менеджмент / Н. І. Передерієнко, Я. В. Котляревський, О. М. Дем’яненко. – Львів : Українська академія друкарства, 2008. – 300с.
- Перспективи інноваційних процесів у видавничо-поліграфічній галузі / Я. В. Котляревський, Н. І. Передерієнко, О. В. Мельников // Наукові записки [Української академії друкарства]. – 2009. – 1 (15). – С. 93-102.
- Стратегія управління підприємствами видавничо-поліграфічного комплексу : монографія / Я. В. Котляревський, Л. І. Воротіна. – Львів : Українська академія друкарства, 2012.
- Розвиток вітчизняної поліграфії у контексті техніко-економічних укладів / Я. В. Котляревський, О. В. Мельников // Наукові записки [Української академії друкарства]. – 2011. – 1 (34). – 63-70.
- Роль інституту банківського омбудсмена у підвищенні довіри клієнтів до банків / Я. В. Котляревський, Г. О. Панасенко // Фінанси України. – 2011. – № 11. – С.88-96.
- Гроші та кредит : підручник / С. С. Гасанов, Н. І. Передерієнко, Я. В. Котляревський, ВВ Мартинів. – Львів : Українська академія друкарства, 2011.
- Зарубіжний досвід фіскальної децентралізації: проблеми та шляхи їх розв’язання / Є. Ю. Кузькін, Я. В. Котляревський, О. В. Шишко // Фінанси України. – 2015. – №12. – 63-72.
- Котляревський Я.В. Управління інноваційним розвитком видавничо-поліграфічної діяльності в процесі формування економіки знань / Я. В. Котляревський. – Львів : Українська академія друкарства, 2012. – 360 с.
- Порівняльна рейтингова оцінка інвестиційної привабливості поліграфічних підприємств / Н. І. Передерієнко, Я. В. Котляревський // Наукові записки Української академії друкарства. – 2008. – 2 (14). – С. 101-107.
- Планування, облік, калькулювання та аналіз собівартості продукції підприємств видавничо-поліграфічної галузі / А. М. Штангрет, В. В. Мартинів, Я. В. Котляревський. – Українська академія друкарства, 2015. – 392 с.
- Фінанси інституційних секторів економіки України / Т. І. Єфименко, та ін.. – Київ : Академія фінансового управління, 2014.
- Котляревський Я.В. Моделювання впливу зовнішніх і внутрішніх загроз на розвиток видавничо-поліграфічної діяльності в Україні / Я. В. Котляревський // Актуальні проблеми економіки. – 2014. – С. 468-474.
- Сутнісно-змістовна характеристика процесів управління розвитком підприємств / Н. І. Передерієнко, Я. В. Котляревський // Наукові записки Української академії друкарства. – 2012. – 2 (39). – С. 103-111.
- Маркетинг / Л. С. Сухомлин, О. М. Барзилович, Я. В. Котляревський, А. М. Штангрет. – Львів : Українська академія друкарства, 2010.
- Котляревський Ярослав Вікторович [Текст] // Українська академія друкарства. 1930—2010. Історико-біографічний довідник / О. В. Мельников. — Львів : Укр. акад. друкарства, 2010. — С. 219—220.